# 安聖寺
安聖寺（あんせいじ）は京都府京都市北区にあった臨済宗聖一派の寺院。開山は、秀峰尤奇である。1382年（永徳2年）、足利義満が参籠して禅の生活に親しみ、相国寺創建を発願したという。安聖寺の建物は聖一派ゆかりの万寿寺や東福寺栗棘庵に移され、跡地に相国寺塔頭鹿苑院が設けられた。（[空華日用工夫集]）
鹿苑院は義満の院号である。